# أجرعية
الأجرعية أو أجروباكتريوم (الاسم العلمي: Agrobacterium) هي جنس من أجناس البكتيريا سالبة الغرام اكتشفها نيكولاس ديفيدسون من غلاسكو [بحاجة لمصدر] وتستخدم أسلوب نقل الجينات الأفقي لإحداث التدرنات (أورام) في النباتات. تعتبر الأجرعية المورمة (بالإنجليزية: Agrobacterium Tumefaciens) أكثر الأنواع التي تمت دراستها من هذا الجنس. وتتميز الأجرعية بقدرتها على نقل الدنا بينها وبين النباتات وأصبحت بسبب هذا أداة مهمة لتربية النباتات باستخدام الهندسة الوراثية.
إن جنس الأجرعية هو جنس متغاير وراثيا بشكل كامل وقد أعادت دراسات التصنيف الحديثة تصنيف كل أصناف الأجرعية في أجناس جديدة مثل الريوغيريا و Pseudorhodobacter وStappia, ولكن معظم أنواعها قد تمت إعادة تصنيفها كأصناف تتبع لبكتيريا العقد الجذرية.

## ممرضات النبات

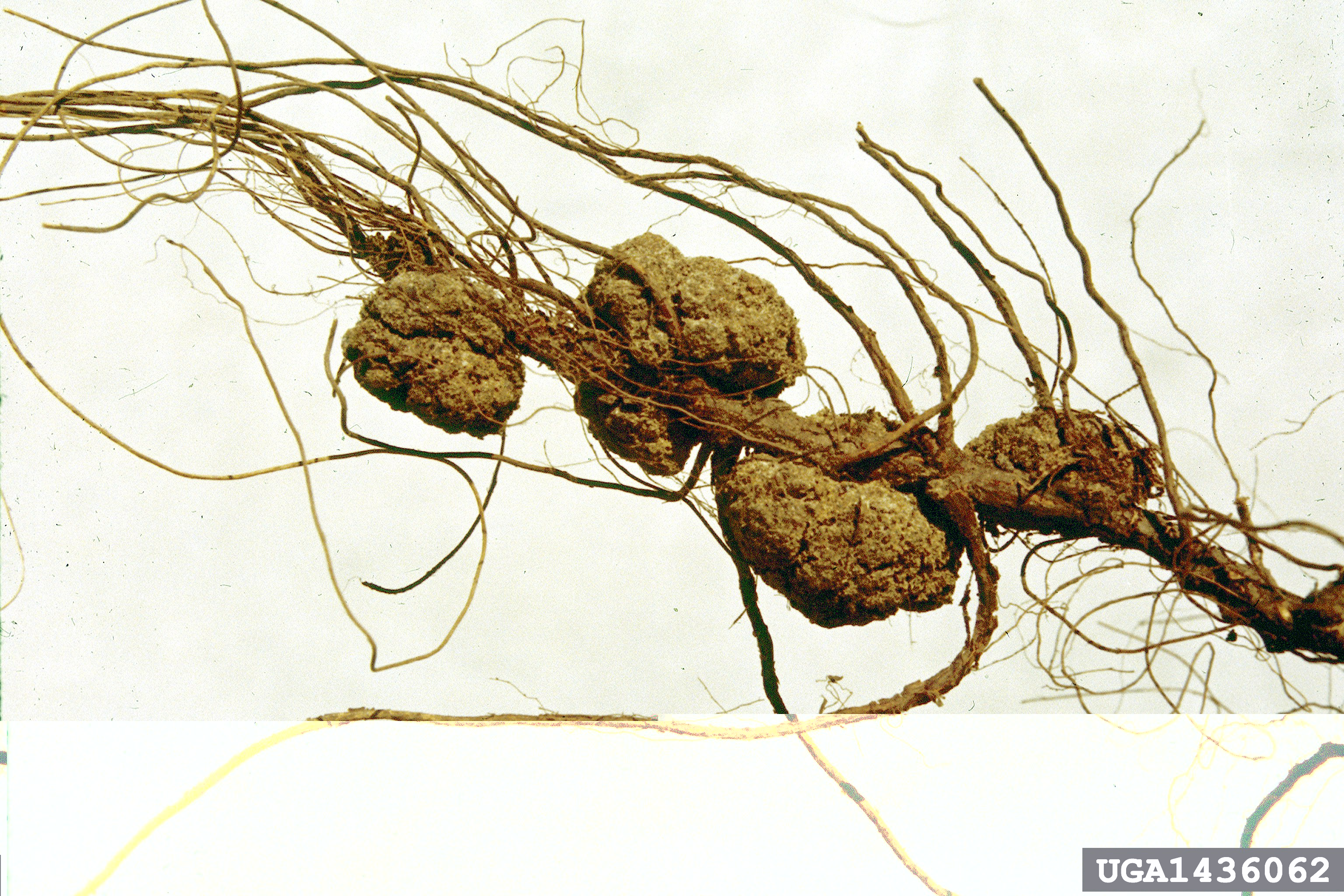
الزوائد الكبرى التي تظهر على هذه الجذور هي درنات تنتجها الأجرعية.

تسبب الأجرعية المورمة حدوث مرض التدرن التاجي في النباتات ويمكن التعرف على هذا المرض عن طريق وجود زائدة شبه ورمية أو درنة في النبات المصاب وغالبا ما تتواجد هذه الدرنة عند نقطة اتصال الجذر مع البرعم. يتم تحفيز نمو الأورام بواسطة الاقتران البكتيري لشدفة الدنا (T-DNA) من بلازميد مسبب الأورام (Ti). تسبب الفصائل الأكثر قربا -الأجروبكتريم رايزوجينيس (بالإنجليزية: Agrobacterium Rhizogenes)- تورم الجذر وتحمل بلازميدا مميزا مسببا للجذر (Ri). على الرغم من أن تصنيف الأجرعية ما زال تحت المراجعة إلا أنه يمكن تعميم وجود 3 عترات داخل هذا الجنس وهي: الأجرعية المورمة و الأجروبكتريم رايزوجينيس وأجرعية الكرمة. تعرف سلالات الأجرعية الأولى والثانية بقدرتها على استضافة كل من بلازميد Ti أو Ri بينما تقتصر الأخيرة على كروم العنب عامة ويمكن لها أن تستضيف بلازميد Ti . تم عزل السلالات غير الأجرعية من عينات بيئية تستضيف بلازميد Ri بينما أظهرت الدراسات المخبرية أن السلالات غير الأجرعية يمكنها أن تستضيف بلازميد Ti أيضا. لا تمتلك العديد من سلالات الأجرعية البيئية بلازميد Ti أو Ri وتعتبر هذه السلالات عديمة الفوعة.
يتم دمج بلازميد تي-دنا بطريقة شبه عشوائية في جينوم الخلية المضيفة  كما ويتم تعبير جينات الفوعة (vir) مما يسبب حدوث الدرنة. يحمل بلازميد تي-دنا جينات الإنزيمات الحيوية لإنتاج أحماض أمينية استثنائية والتي عادة ما تكون أوكتوبين أو نوبالين، كما ويحمل جينات بغرض تخليق الهرمونات النباتية والأكسين والسيتوكينينات حيويا. تنتج هذه الهرمونات النباتية الأوبينات التي توفر مصدرا للكربون والنيتروجين للبكتيريا التي لا تستطيع معظم الكائنات المجهرية الأخرى استخدامها، مما يمنح الأجرعية ميزة انتقائية. تبعا لتعديل توازن الهرمون في خلية النبات فلا يمكن للنبات التحكم بتقسيم هذه الخلايا مما يسبب تكوّن الأورام. تحدد نسبة الأوكسين إلى السيتوكينين التي تنتجها جينات الورم مورفولوجيا الورم (شبيهة بالجذر وغير منظمة أو شبيهة بالبرعم).

## الأجرعية في البشر
رغم أنه ينظر إلى الأجرعية عموما كعدوى تصيب النباتات فإنها يمكن أن تكون مسؤولة أيضا عن حصول العدوى الانتهازية في البشر الذين يعانون من ضعف جهاز المناعة، وفيما عدا ذلك فإنه لم يثبت كون الأجرعية مسببا للمرض في الأفراد السليمين. تم تسجيل أول حالة مبكرة مترافقة بمرض يصيب البشر تسببه بكتيريا أجروباكتيريوم راديوباكتر من قبل الدكتور جي. آر. كاين في اسكوتلندا في العام 1988. اقترحت دراسة أخرى فيما بعد أن الأجرعية ترتبط بأنواع متعددة من الخلايا البشرية وتعمل على تحويلها جينيا عن طريق دمج بلازميد تي-دنا في داخل جينوم الخلية البشرية. أجريت الدراسة باستخدام زراعة الأنسجة البشرية ولم تخلص إلى أي استنتاجات بخصوص وجود أي نشاط بيولوجي ذي صلة في الطبيعة.
تم تخمين وجود علاقة بين الأجرعية ومتلازمة مورجيلونز حيث قام د. رافيل ستريكر من رتبة مورجيلونز الجديدة مع د. سيتوفسكي وهو خبير في ممرضات النبات في جامعة ولاية نيويورك في ستوني بروك في العام 2007 بالإعلان عن أنه يبدو أن ألياف البشرة المصابة بمتلازمة مورجيلونز تحتوي على السيليلوز. احتوت 5 نماذج مأخوذة من بشرة مرضى مصايبن بهذه المتلازمة دليلا على وجود دنا مأخوذ من الأجرعية. قام الدكتور راندي وايمور من جامعة ولاية أوكلاهوما بإعادة هذه الدراسة في عام 2010 ولم يجد دليلا على وجود دنا الأجرعية في أي من المرضى المصابين بمتلازمة مورجيلونز وأعلن وايمور عن هذه الاستنتاجات في مؤتمر «رتبة مورجيلونز الجديدة» في أوستن في تكساس في عام 2010.

## استخدام الأجرعية في التقانة الحيوية
تم استغلال قدرة الأجرعية على نقل الجينات إلى النباتات والفطريات في التقانة الحيوية وفي مجال الهندسة الوراثية خصوصا بغرض تربية النباتات ويمكن استخدام بلازميد تي أو ري كذلك. «تعطّل فاعلية» البلازميد عن طريق إزالة الورم الذي ينتج الجينات وأهم أجزاء تي-دنا الضرورية هي الزوج القاعدي 25 ويلزم أحدهما على الأقل لتحويل النبات. اكتشف العالمان مارك فان مونتاجو وجوزف شل من جامعة غنت (بلجيكا) آلية لنقل الجين بين الأجرعية والنباتات والتي أدت لحدوث تطور في طرق تعديل الأجرعية لتصبح نظام توصيل فاعل يستخدم في هندسة الجينات في النباتات. كان فريق بحثي بقيادة الدكتورة ماري-ديل شيلتون هو أول من أثبت أنه يمكن إزالة الجينات الفوعية دون التأثير سلبا على قابلية الأجرعية على إدخال الحمض النووي الخاص به في جينوم النبات (1983).
يتم استنساخ الجينات التي سيتم تقديمها إلى ناقل تحويل نبات يحتوي على منطقة تي-دنا للبلازميد المعطّل مع معلّمات تمييزية (مثل مقاومة المضادات الحيوية) لتمكين انتخاب النباتات التي تم تحويلها بنجاح. يتم استنبات النباتات على وسط يحوي مضادا حيويا يتبع التحويل ولن تعيش تلك التي لا تتضمن تي-دنا مدمجا في جينومها، ويعتبر تسريب الأجرعية طريقة بديلة لعمل ذلك.

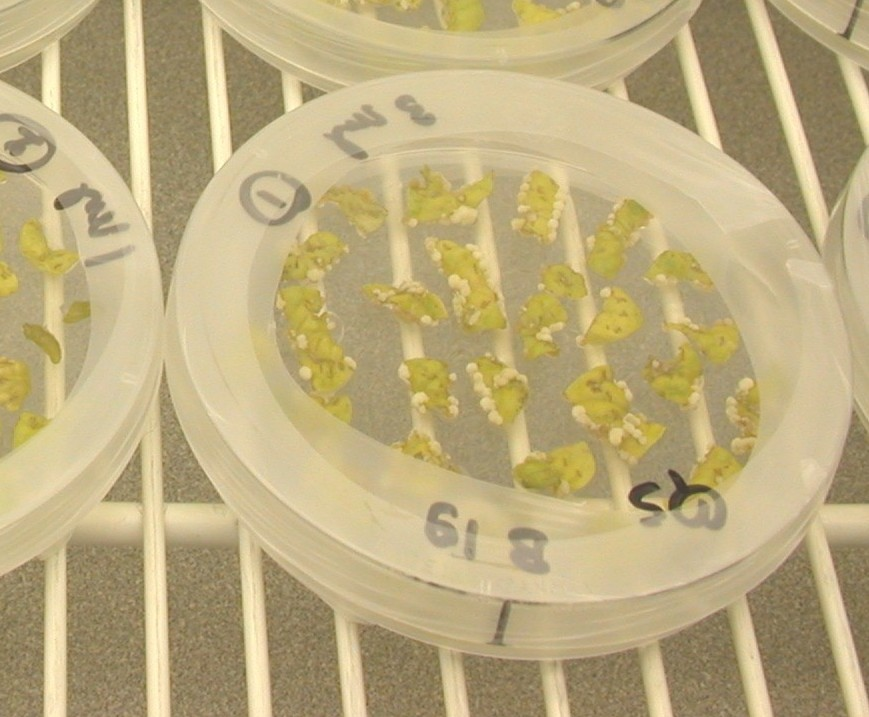
نبات مغد تم تحويله باستخدام الأجرعية وتبدأ الخلايا المحوّلة بتكوين الأنسجة على جانبي قطع الورقة.

يتم تحقيق التحويل باستخدام الأجرعية بطريقتين أولاهما هي البروتوبلاستات أو ثانيهما وهي أوراق القرص التي يمكن احتضانها مع الأجرعية ومن ثم يتم إعادة إنتاج النباتات كاملة باستخدام زراعة الأنسجة النباتية. إحدى طرق التحويل الشائعة لـ «أرابيدوبسيس ثاليانا» (بالإنجليزية: Arabidopsis Thaliana) هي طريقة غطس الزهور: يتم غمس الزهور في مزرعة الأجرعية وتنقل البكتيريا خلايا الخط العروسي الذي يكوّن الأمشاج الأنثوية. يمكن عندها فحص البذور للتأكد من وجود مقاومة للمضادات الحيوية (أو أي معلمة أخرى بدلا من ذلك) مما يؤدي إلى موت النباتات التي لم يتم دمج بلازميد الدنا معها. لا تصيب الأجرعية كل أصناف النباتات ولكن هناك تقنيات عديدة أخرى ذات فاعلية تستخدم في تحويل النباتات من ضمنها مدفع الجينات.
تم تعداد الأجرعية كمصدر أساسي للمادة الوراثية التي تم نقلها إلى الأغذية التالية المعدلة وراثيا والتي تصنع في الولايات المتحدة:
- فول الصويا
- القطن
- الذرة
- سكر البنجر
- البرسيم
- القمح
- زيت اللفت (الكانولا)
- الأعشاب الزاحفة (تستخدم كغذاء للحيوانات)
- الأرز (الأرز الذهبي)

## الجينوميات
سمحت سلسلة الجنيوميات لأنواع عديدة من الأجرعية بدراسة تاريخ تطور هذه الكائنات ووفرت معلومات عن الجينات والأنظمة صاحبة العلاقة بالمرضية والمكافحة الحيوية والتكافل وقد كانت إحدى الاكتشافات المهمة هي احتمالية تطور الكروموسومات من البلازميدات في كثير من أنواع هذه البكتيريا.
اكتشاف آخر هو أنه كان يبدو أن التراكيب الكروموسومية المتنوعة في هذه المجموعة قادرة على دعم كل من نمط الحياة التكافلي والممرض معا. سيستمر توافر السلسلة الجينومية للأصناف الأجرعية في الازدياد مما يتسبب في رؤى كبيرة حول وظيفة وتاريخ تطور هذه المجموعة من الميكروبات المرتبطة بالنباتات.

## وصلات خارجية
- Current taxonomy of Agrobacterium species, and new Rhizobium names
- Agrobacteria is used as gene ferry - Plant transformation with Agrobacterium]